# Резолюция Совета Безопасности ООН 230
Резолюция 230 Совета Безопасности Организации Объединённых Наций была единогласно принята 7 декабря 1966 года после принятия к сведению заявления Барбадоса на членство в Организации Объединённых Наций. Совет рекомендовал Генеральной ассамблее принять Барбадос в члены Организации Объединённых Наций.

## Предыстория
Эррол Бэрроу пришел на смену Грантли Адамсу на посту лидера страны в 1966 году. На этой должности Бэрроу привел Барбадос к объявлению независимости от Великобритании.
До этого он, создав в 1955 году Демократическую лейбористскую партию Барбадоса. Будучи её лидером, он сначала стал премьером Барбадоса в статусе колонии, а в 1966 году начал переговоры с Великобританией о предоставлении независимости стране. 30 ноября 1966 года Барбадос объявил о своей независимости и практически сразу же стала членом ООН.